# Ethan Dampf
Ethan Raymond Dampf (* 27. Mai 1994 in Orange County, Kalifornien) ist ein US-amerikanischer Filmschauspieler.

## Leben
Ethan Dampfs Filmdebüt erfolgte bereits im Alter von 15 Tagen, als er Danny DeVitos Filmsohn in Junior (1994) mimte, obgleich er in den Credits unerwähnt blieb. Es sollte seine einzige Filmrolle bis zum Jahr 2000 sein, als er den Filmsohn Meg Ryans in Aufgelegt! verkörperte. Weitere Film- und Fernsehangebote folgten. Heute lebt Dampf in Berlin und besucht, neben seiner Arbeit als Schauspieler, die Universität Potsdam (UP). Seine ältere Schwester Sarah Dampf ist ebenfalls Schauspielerin.

## Filmografie (Auswahl)

### Fernsehserien
- 2001: Star Trek: Enterprise (Episode 1x01)
- 2001: Für alle Fälle Amy (Episode 3x07)
- 2002–2005: American Dreams (61 Episoden)

### Spielfilme
- 1994: Junior
- 2000: Aufgelegt! (Hanging Up)
- 2002: Collateral Damage – Zeit der Vergeltung (Collateral Damage)

## Nominierungen
Dampf war bisher dreimal für den Young Artist Award nominiert.